# Общество кинокритиков Сан-Диего
Общество кинокритиков Сан-Диего (англ. The San Diego Film Critics Society (SDFCS)) — некоммерческая организация кинокритиков, киноведов и студентов, чьим профессиональным интересом является обзор текущего кинопроцесса и написание рецензий. Базируется в Сан-Диего, штат Калифорния, США. Была основана в 1997 году.

## Обзор
Общество кинокритиков Сан-Диего состоит из кинокритиков печатных, телевизионных, радио и цифровых изданий, базирующихся в Сан-Диего. Цель общества заключается в предоставлении разнообразных критических мнений о фильмах, продвижении образования и осведомлённости, а также в признании выдающихся достижений в области кинематографа. Общество проводит несколько мероприятий каждый год в пользу местных студентов-кинематографистов и предоставляет финансовую помощь для академических занятий молодых кинематографистов. Общество также поддерживает Film School Confidential, ежегодный фестиваль, проводимый в Музее фотоискусства в парке Бальбоа, на котором представляются короткометражные фильмы, снятые и спродюсированные местными студентами-кинематографистами. Мероприятия, организуемые обществом, часто включают показы отличных студийных и независимых фильмов в различных местах, в большинстве случаев с участием режиссёров и актёров, задействованных в фильме.

## Церемония награждения
Каждый год обществом проводится голосование по присуждению наград премии SDFCS, которая отмечает лучшие кинематографические работы года. Это включает в себя признание лучшего фильма, актёра, актрисы, режиссёра, кинематографиста и другие категории. Результаты голосования публикуются в связанных с кинематографом СМИ по всему миру, а кульминацией является ежегодный банкет награждения. Номинанты и лауреаты обычно объявляются во вторую неделю декабря. Среди специальных наград общества числятся — премия за карьерные достижения, премия Кайла Каунта и премия выдающемуся исполнителю года. Премия Кайла Каунта, названная в честь покойного кинокритика из Сан-Диего, присуждается отдельной персоне или организации, которые способствуют повышению осведомлённости в сферах кинематографа, образования и развлечений в Сан-Диего.

## Награды общества

### Категории
- Лучший фильм
- Лучший режиссёр
- Лучший актёр
- Лучшая актриса
- Лучший актёр второго плана
- Лучшая актриса второго плана
- Лучший адаптированный сценарий
- Лучший оригинальный сценарий
- Лучший анимационный фильм
- Лучшая операторская работа
- Лучшая комедийная роль
- Лучший дизайн костюмов
- Лучший документальный фильм
- Лучший монтаж
- Лучший актёрский состав
- Лучший дебютный полнометражный фильм
- Лучший фильм на иностранном языке
- Лучшая работа художника-постановщика
- Лучший звуковой дизайн
- Лучшая хореография трюков
- Лучшая музыка
- Лучшие визуальные эффекты
- Прорыв года

### Фильмы с множеством наград
(2 награды и более)
- 7 наград:
  - «Стрингер» (2014): Лучший фильм, режиссёр, актёр, оригинальный сценарий, актриса второго плана, операторская работа и музыка
- 6 наград:
  - «Бесславные ублюдки» (2009): Лучший фильм, режиссёр, актёр второго плана, оригинальный сценарий, актёрский состав и музыка
  - «Миллионер из трущоб» (2008): Лучший фильм, режиссёр, адаптированный сценарий, операторская работа, монтаж и музыка
- 4 награды:
  - «Операция "Арго"» (2012): Лучший фильм, режиссёр, адаптированный сценарий и монтаж
  - «Старикам тут не место» (2007): Лучший фильм, актёр второго плана, актёрский состав и операторская работа
  - «Нефть» (2007): Лучший режиссёр, актёр, адаптированный сценарий и музыка
  - «Вера Дрейк» (2004): Лучший фильм, актриса, оригинальный сценарий и актёр второго плана
  - «Призрачный мир» (2001): Лучший фильм, режиссёр, актриса и адаптированный сценарий
  - «Почти знаменит» (2000): Лучший фильм, режиссёр, оригинальный сценарий и актриса второго плана
  - «Красота по-американски» (1999): Лучший фильм, актёр, актриса и актриса второго плана
- 3 награды:
  - «Не оставляй следов» (2018): Лучший фильм, режиссёр и прорыв года
  - «Капоте» (2005): Лучший режиссёр, актёр и адаптированный сценарий
  - «13 разговоров об одном[англ.]» (2002): Лучший режиссёр, оригинальный сценарий и монтаж
- 2 награды:
  - «Всё везде и сразу» (2022): Лучший режиссёр и монтаж
  - «Фаворитка» (2018): Лучший дизайн костюмов и работа художника-постановщика
  - «Ночные игры» (2018): Лучший монтаж и актёрский состав
  - «Малыш на драйве» (2017): Лучший монтаж и музыка
  - «Прочь» (2017): Лучший фильм и оригинальный сценарий
  - «Леди Бёрд» (2017): Лучший режиссёр и актриса второго плана
  - «Хорошо быть тихоней» (2012): Лучшая актриса второго плана и актёрский состав
  - «Гарри Поттер и Дары Смерти. Часть 2» (2011): Лучший актёрский состав и музыка
  - «Одинокий мужчина» (2009): Лучший актёр и музыка
  - «Рестлер» (2008): Лучший актёр и актриса второго плана
  - «Вечное сияние чистого разума» (2004): Лучший актёр и монтаж
  - «Малышка на миллион» (2004): Лучший режиссёр и музыка
  - «Грязные прелести» (2003): Лучший фильм и актёр
  - «Властелин колец: Возвращение короля» (2003): Лучший режиссёр и работа художника-постановщика
  - «Вдали от рая» (2002): Лучший фильм и актриса
  - «Гладиатор» (2000): Лучший актёр и операторская работа